# Julien Koszul
Pour les articles homonymes, voir Koszul.

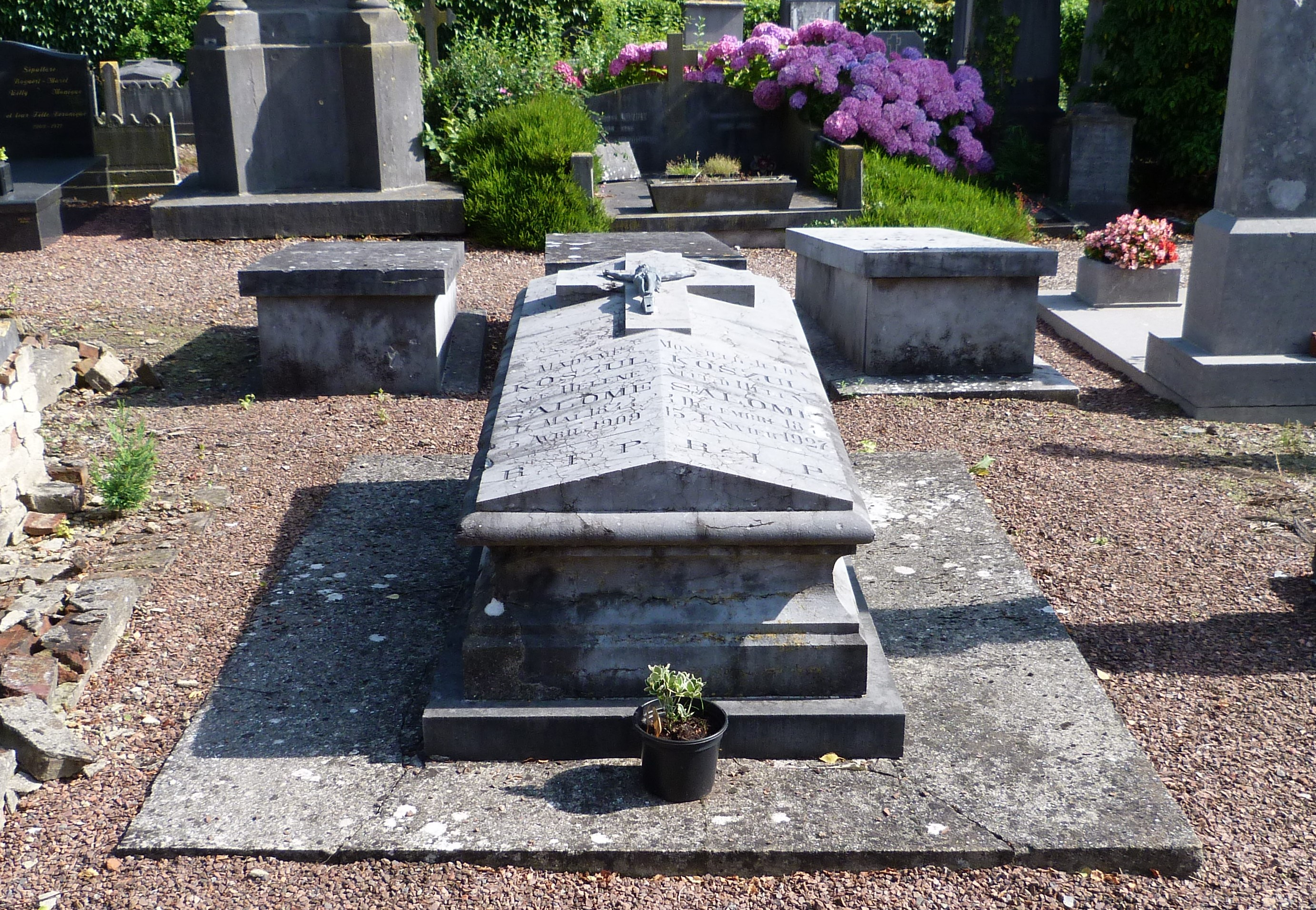
Tombeau de Julien Koszul (1844-1927) et de son épouse Hélène Salomé (1844-1909), cimetière de Bailleul (Nord).

Julien Koszul né le 4 décembre 1844 à Morschwiller-le-Bas (Haut-Rhin) et mort à Douai (Nord) le 15 janvier 1927, est un compositeur et organiste français.

## Biographie
Élève à l'École Niedermeyer de Paris, il a pour professeur Camille Saint-Saëns et pour condisciples et amis Gabriel Fauré et Eugène Gigout.
En 1889, il s'installe à Roubaix où il prend la direction du Conservatoire national de musique. C'est lorsqu'il est en poste dans la capitale textile qu'il encourage le jeune Albert Roussel à entreprendre une carrière artistique.
Le 10 avril 1871, il épouse la bailleuloise Hélène Salomé (1844-1909). Tous deux sont inhumés au cimetière de Bailleul.
Un de ses fils est l'angliciste André Koszul. Il a pour petit-fils le compositeur Henri Dutilleux et le mathématicien Jean-Louis Koszul. Henri Dutilleux, qui rappelle souvent son souvenir, lui rend hommage en 2005 en étant à l'origine de la publication de sa correspondance.

## Œuvre
Plusieurs de ses partitions sont conservées sur le site Richelieu de la BnF, telles que :
- Pie Jesu ! (1867)
- Première Valse pour piano (1870)
- Cantate Nadaud (1893)
- Quo vadis (1902)
- Yvonnette, petite valse wallonne, pour piano (1925)
- Huit petits Préludes ou versets, pour piano ou harmonium (1925)

Julien Koszul a également mis en musique plusieurs poèmes de Victor Hugo :
- Puisque mai tout en fleurs ! (1875)
- S'il est un charmant Gazon ! (1879)
- Nouvelle Chanson ! (1879)
- Puisque j'ai mis ma Lèvre ! (1879)
- Extase (1879)